# Beijing Shijingshan Amusement Park
Koordinaten: 39° 54′ 54″ N, 116° 12′ 3″ O
Der Beijing Shijingshan Amusement Park (chinesisch 北京石景山游乐园, Běijīng Shíjǐngshān Yóulèyuán) ist ein in Pekings Stadtteil Shijingshan gelegener Freizeitpark.
Der Park ist in fünf Themengebiete unterteilt: Adventureland, Fantasyland, Eastern Area, Western Area und Dream World. Die beiden größten Themenbereich Adventureland und Fantasyland umfassen eine Fläche von über 70.000 Quadratmetern haben. Zu den größten Attraktionen des Parks gehört neben verschiedenen Fahrgeschäften ein über 3.500 Quadratmeter großes Amphitheater.
Der Park kam im Mai 2007 in die Schlagzeilen der internationalen Medien, da er unbefugt japanische und amerikanische Comicfiguren verwenden soll. Der japanische Fernsehsenders Fuji Television berichtete u. a. über Urheberrechtsverletzungen, da das Schloss des Parkes Ähnlichkeiten mit Disney’s Sleeping Beauty Castle sowie Charaktere des Parks markenrechtlich geschützten Figuren wie Shrek, Hello Kitty, Doraemon, Bugs Bunny sehr stark ähneln. Der Park wies alle Vorwürfe zurück. Eine Verwandtschaft mit Disney Figuren sei nicht gegeben, die Charaktere des Parks basierten auf Grimms Märchen.

## Achterbahnen
| Name               | Typ              | Hersteller                                   | Eröffnungsjahr |
| ------------------ | ---------------- | -------------------------------------------- | -------------- |
| Crazy Mouse        | Stahlachterbahn  | unbekannt                                    | 2015           |
| Crazy Skateboard   | Spinning Coaster | Beijing Jiuhua Amusement Rides Manufacturing | 2017           |
| Fruit Worm Coaster | Kinderachterbahn | Hebei Tianhong Amusement Equipment Company   | 2019           |

### Ehemalige Achterbahnen
| Name               | Typ                                   | Hersteller                            | Eröffnung        | Schließung        |
| ------------------ | ------------------------------------- | ------------------------------------- | ---------------- | ----------------- |
| Atomic Coaster     | Loopingachterbahn                     | Senyo Kogyo                           | 1986             | 2018              |
| Crazy Mouse        | Stahlachterbahn                       | Beijing Shibaolai Amusement Equipment | 2003 oder früher | zw. 2010 und 2012 |
| Feng Shen Coaster  | Shuttle Coaster                       | Beijing Shibaolai Amusement Equipment | 2003             | 2014 oder früher  |
| Jurassic Adventure | Dunkelachterbahn                      | Beijing Shibaolai Amusement Equipment | 2008             | zw. 2009 und 2015 |
| Mine Coaster       | Minenachterbahn                       | Beijing Shibaolai Amusement Equipment | 2003 oder früher | 2017              |
| Shenzhou Coaster   | Inverted Coaster                      | Beijing Shibaolai Amusement Equipment | 2005             | 2019              |
| Space Trip         | Stahlachterbahn                       | Beijing Shibaolai Amusement Equipment | 2003 oder früher | zw. 2010 und 2015 |
| Spinning Batman    | Suspended Coaster, Familienachterbahn | Beijing Shibaolai Amusement Equipment | 2008             | 2010              |
| Spinning Coaster   | Spinning Coaster, Wilde Maus          | Golden Horse                          | 2004             | zw. 2014 und 2017 |
| Worm Coaster       | Familienachterbahn                    | unbekannt                             | 2003 oder früher | zw. 2010 und 2015 |

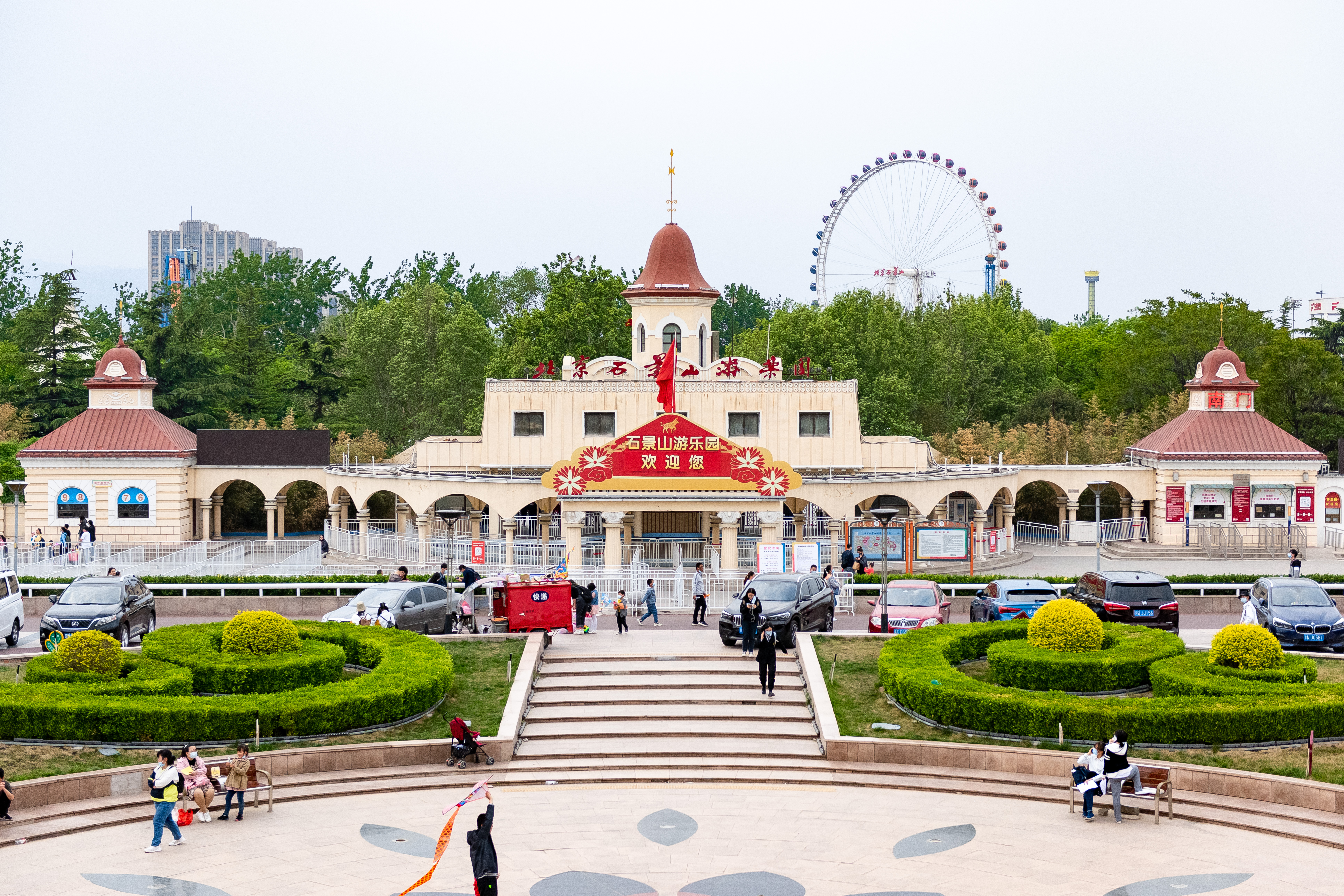
Der Südeingang des Parks
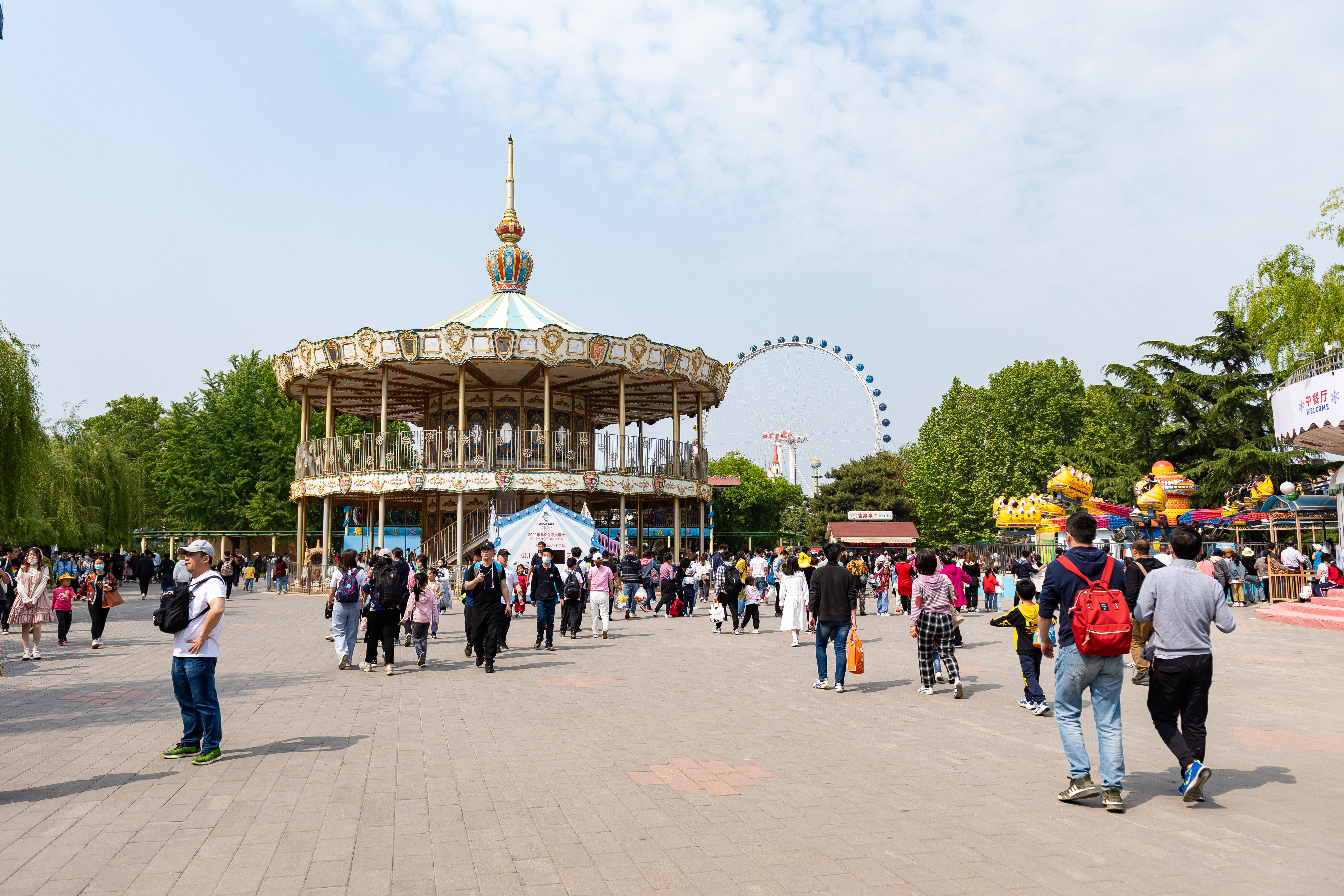
Der westliche Bereich des Parks
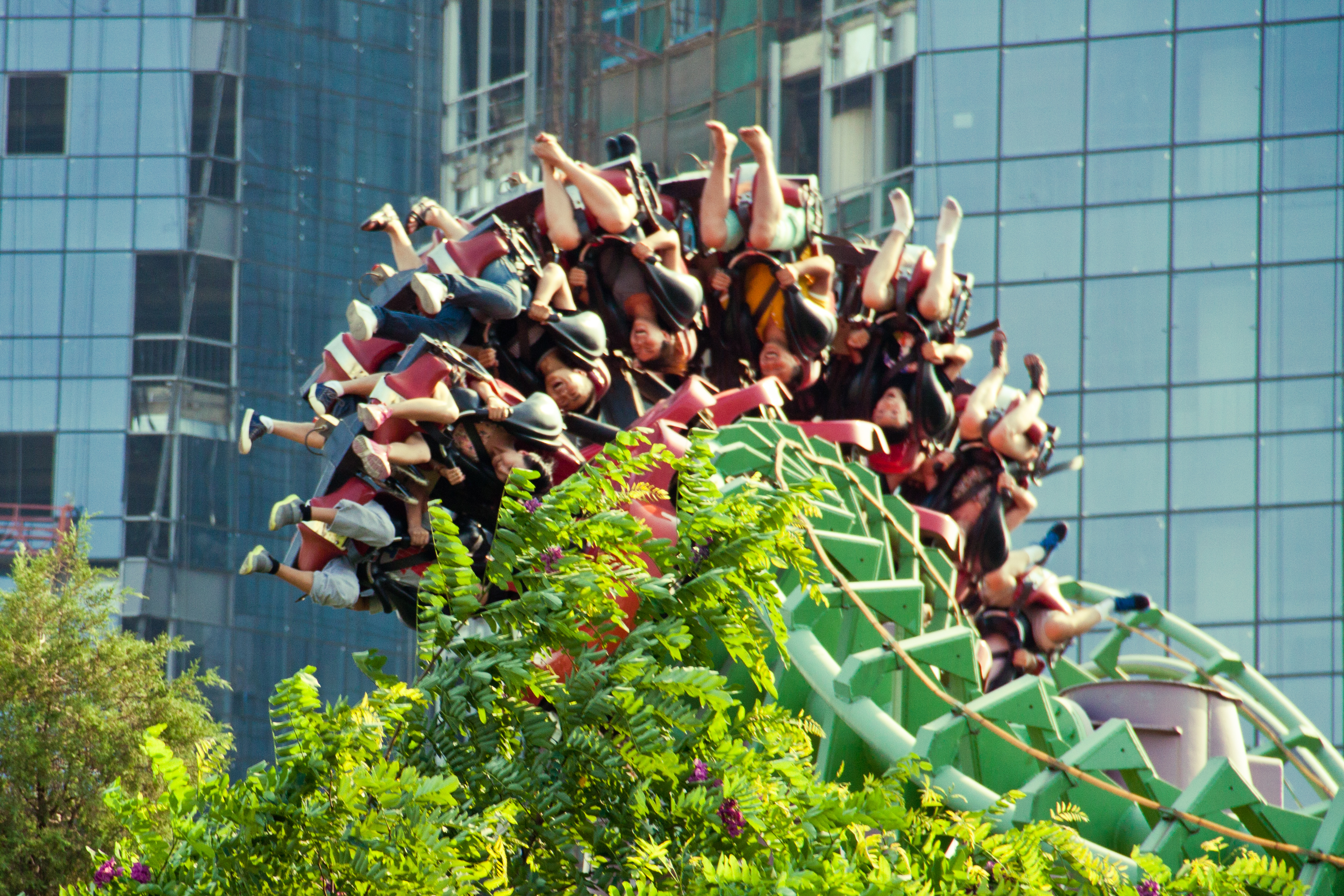
Shenzhou Coaster
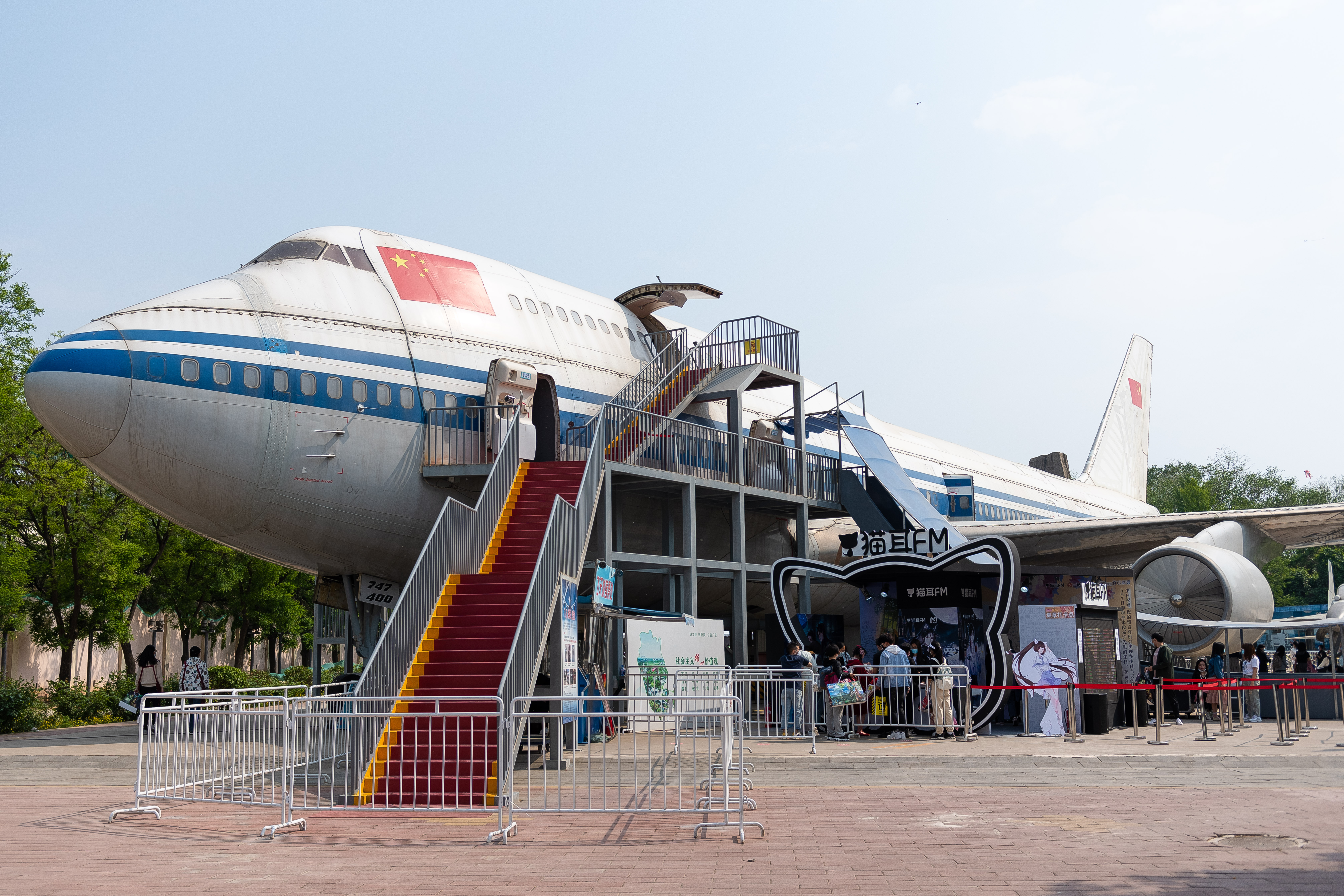
Eine stillgelegte Air China Boeing 747-400M
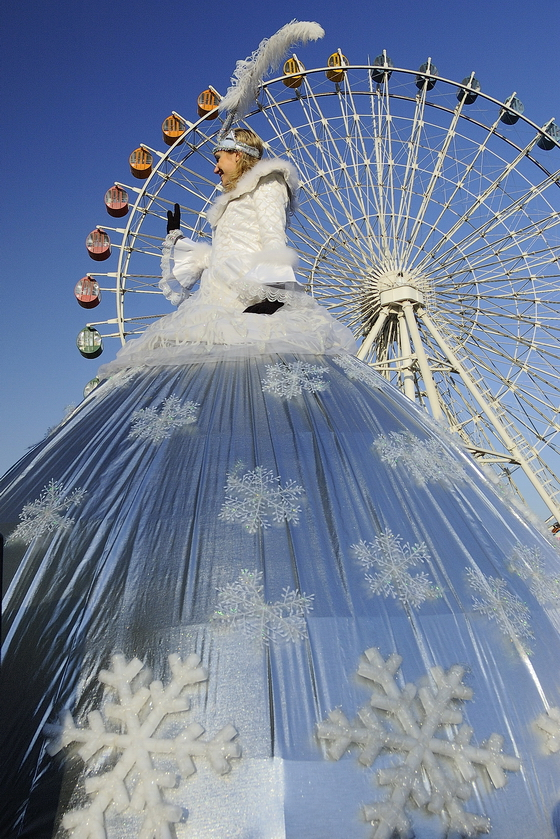
Schneewittchen